# 客户端
用戶端（英語：client），是指與伺服器相對應，為客戶提供本地服務的程式。一般安装在普通的用戶機上，需要與伺服器端互相配合運行。網際網路發展以後，較常用的用戶端包括了如全球資訊網使用的網頁瀏覽器，收寄電子郵件時的電子郵件用戶端，以及即時通訊的用戶端軟體等。